# Team Van Veen
Team HOFMEIER was een Nederlandse schaatsploeg die tussen 2007 en 2013 als Hofmeier, Team Hart en later Team Van Veen bekendstond. Hoofdcoach was de eerste jaren tot en met 2010 Ron Neyman, na 2010 werd dit Jan van Veen en Jeroen van der Lee was enkele jaren de tweede trainer.

## Geschiedenis
De Hofmeier schaatsploeg was ontstaan in 2007, nadat het idee hiervoor ontstond door een ontmoeting tussen Marcel Adriaanse en Rob van der Drift, de eigenaren van Hofmeier, en de schaatsster Vis in Salt Lake City. Op 24 april 2008 liet De Telegraaf weten dat Jan Bos en Gretha Smit zich bij Marja Vis gingen voegen.
In 2009 volgde de komst van sprinters Beorn Nijenhuis en sprinter Jacques de Koning. en de komst van trainer Ron Neymann, trainer tot 2010. En daarna Jan van Veen tot en met het einde in 2013 hoofdtrainer was.
Op 16 maart 2010 werd bekend dat de ploeg afscheid nam van alle schaatsers en hoofdtrainer Ron Neymann. Jan van Veen wilde een nieuwe start maken met jonge allroundschaatsers. In de periode erop werden Rhian Ket (APPM), Renz Rotteveel (gewest Zuid-Holland), Marrit Leenstra (TVM), Yvonne Nauta en Roxanne van Hemert (beide Jong Oranje) aangetrokken voor het volgende seizoen. Tevens werd bekend dat Pim Cazemier (VPZ) een stagecontract zou krijgen. Grootste transfer was de komst van wereldkampioen junioren Koen Verweij, die net als Leenstra overkwam van de TVM-ploeg. Als laatste transfer kwam de Fransman Alexis Contin erbij. De trainer van de ploeg is Jan van Veen, die in 2009 overkwam van de KNSB. In het seizoen 2011-2012 is Contin naar Team CBA gegaan, maar de kern bestond nog steeds uit dezelfde zeven jonge schaatsers.
De compleet vernieuwde ploeg boekte op de NK afstanden 2011 een wisselvallig resultaat, waar Leenstra vier medailles haalde en Ket zich plaatste voor de wereldbekerwedstrijden, viel de rest niet in de prijzen. In november 2011 werd Hofmeier vervangen door Team Hart, maar die samenwerking duurde slechts tot het einde van het seizoen.
Het lukte Jan van Veen en zijn schaatsers niet om in de zomer van 2012 een sponsor aan zich te verbinden. Het begon het seizoen 2012-2013 dus onder de naam Team Van Veen. Contactpersoon sponsoring en informatie was Moniek Kleinsman. De ploeg kende een zeer succesvolle start, Marrit Leenstra werd Nederlands kampioene op de 1000 meter en ook Lotte van Beek, Renz Rotteveel en Maurice Vriend pakten een medaille. Doordat Koen Verweij een aanwijsplek kreeg mocht de volledige ploeg starten op de eerste wereldbekerwedstrijd. Daar zorgde Vriend voor een verrassing door bij zijn debuut de 1500 meter te winnen. Dat weekend wonnen ook Marrit Leenstra en Lotte van Beek opnieuw medailles. Eind december 2012 dreigde het einde van deze ploeg, ondanks dat Van Veen wel in gesprek was met twee partijen die interesse hadden, maar Van Veen durfde niet te speculeren of dit tot iets ging leiden. Op 3 februari plaatsten tijdens de Gruno Bokaal Van Beek, Rotteveel en Verweij zich voor het WK Allround in Hamar.
Op de openingsdag van de wereldbekerfinale 2013 in Heerenveen maakte Jan van Veen bekend dat zijn ploeg opgeheven werd en dat zich hij met vier van de vijf schaatsers bij Team Corendon van Renate Groenewold voegde. Op 16 oktober 2013 maakte Van Veen bekend naar de rechter te zullen stappen omdat de ploeg van Aquadraat Sports nog 175.000 euro krijgt dat de KNSB heeft voorgeschoten.

## Schaatsploeg 2012-2013
Dit is de ploeg zoals die was in het seizoen 2012-2013, toen de ploeg werd opgeheven.
| Mannen         | Mannen        | Vrouwen         | Vrouwen       |
| Naam           | Specialisatie | Naam            | Specialisatie |
| -------------- | ------------- | --------------- | ------------- |
| Koen Verweij   | 1500, 5000 m  | Marrit Leenstra | 1000, 1500 m  |
| Maurice Vriend | 1500, 5000 m  | Lotte van Beek  | 1000, 1500 m  |
| Renz Rotteveel | 1500, 5000 m  |                 |               |

## Voorheen bij Hofmeier/Team Hart
- Pim Cazemier (2010-2012)
- Roxanne van Hemert (2010-2012)
- Rhian Ket (2010-2012)
- Alexis Contin (2010-2011)
- Beorn Nijenhuis (t/m 2010)
- Jacques de Koning (t/m 2010)
- Jan Bos (t/m 2010)
- Pim Schipper (t/m 2010)
- Gretha Smit (t/m 2010)
- Jurre Trouw (t/m 2010)
- Marja Vis (t/m 2010)
- Foske Tamar van der Wal (t/m 2010)